# 遊客中心駅
遊客中心駅（ゆうきゃくちゅうしんえき）は、中華人民共和国 雲南省麗江市玉竜ナシ族自治県白沙鎮木都村玉甘路に位置する麗江軌道交通麗江雪山観光鉄道(1号線)の駅である。

## 歴史
- 2025年2月12日に 雪山観光線の駅として開業[1]。

## 隣の駅
麗江軌道交通
■  雪山観光線(1号線)
■ - 遊客中心駅 - 白沙古鎮駅